# Ginalhs
Ginalhs (en francès Ginals) és un municipi francès situat al departament de Tarn i Garona i a la regió d'Occitània. Es troba a la regió de Roergue.

## Demografia
| 1962                                       | 1968 | 1975 | 1982 | 1990 | 1999 | 2006 |
| ------------------------------------------ | ---- | ---- | ---- | ---- | ---- | ---- |
| 250                                        | 266  | 213  | 225  | 163  | 187  | 195  |
| Des de 1962: població sense dobles comptes |      |      |      |      |      |      |

## Administració
| Període   | Identitat       | Partit |
| --------- | --------------- | ------ |
| 2001-2008 | André Nonorgues |        |
| 2008-     | Cécile Lafon    |        |